# Backstop-Technologie
Unter Backstop-Technologie (auch Backstopp-Technik) werden Produktionsverfahren verstanden, die auf den Einsatz von erschöpflichen Ressourcen verzichten, indem erschöpfliche durch unbegrenzt zur Verfügung stehende Ressourcen (Backstop-Ressourcen) ersetzt werden. Eine wichtige Rolle spielt die Erforschung dieser Technologien in der Energieversorgung. Mit Backstop-Technologie kann die Endlichkeit erschöpflicher Ressourcen überwunden werden.
Im Energiebereich geht es vor allem um das Ersetzen von fossilen Brennstoffen. Dies soll unter anderem durch die Nutzung folgender Energiequellen als Backstop-Ressource möglich sein:
- Sonnenenergie in ihren verschiedenen Formen (Solarenergie)
- Bioenergie
- Windenergie
- Geothermie
- Wasserkraft einschließlich der Gezeitenkraft
- Kernspaltungssysteme auf der Basis von Brutreaktoren oder Leichtwasserreaktoren mit Urangewinnung aus dem Meerwasser
- Kernfusion

Meist wird angenommen, die Leistung der Backstop-Technologie stehe zu konstanten Grenzkosten zur Verfügung. Also dass die Produktionskosten gleich bleiben, wenn von einer Ressource mehr gefördert oder produziert werden muss. Der Übergang von einer erschöpflichen Ressource zu einer Backstop-Technologie wird dann erfolgen, wenn ihre Grenzkosten unterhalb des Ressourcenpreises liegen. Der Marktpreis einer Ressource wird demnach nie über den Grenzkosten der Backstop-Technik liegen.